# Citroën

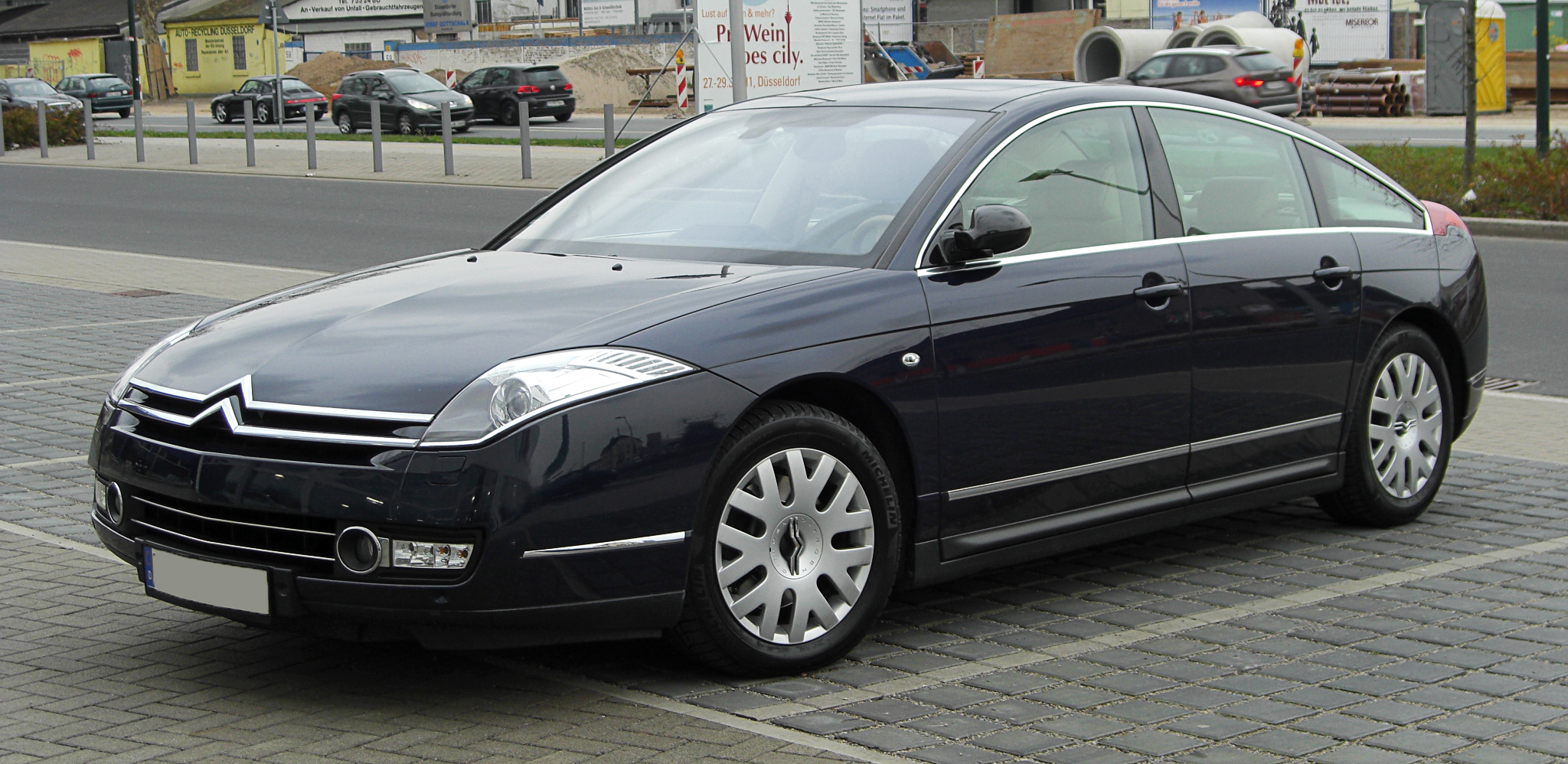
Citroën C6

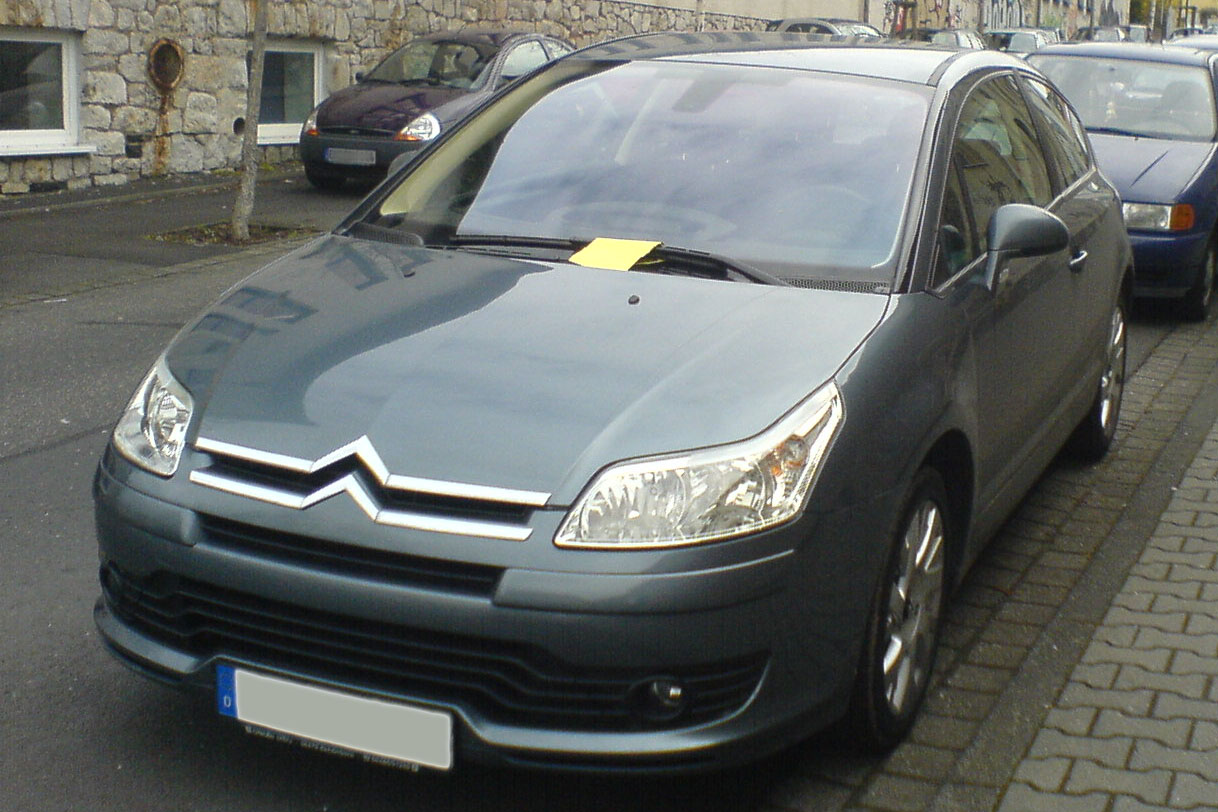
Citroën C4 Coupe

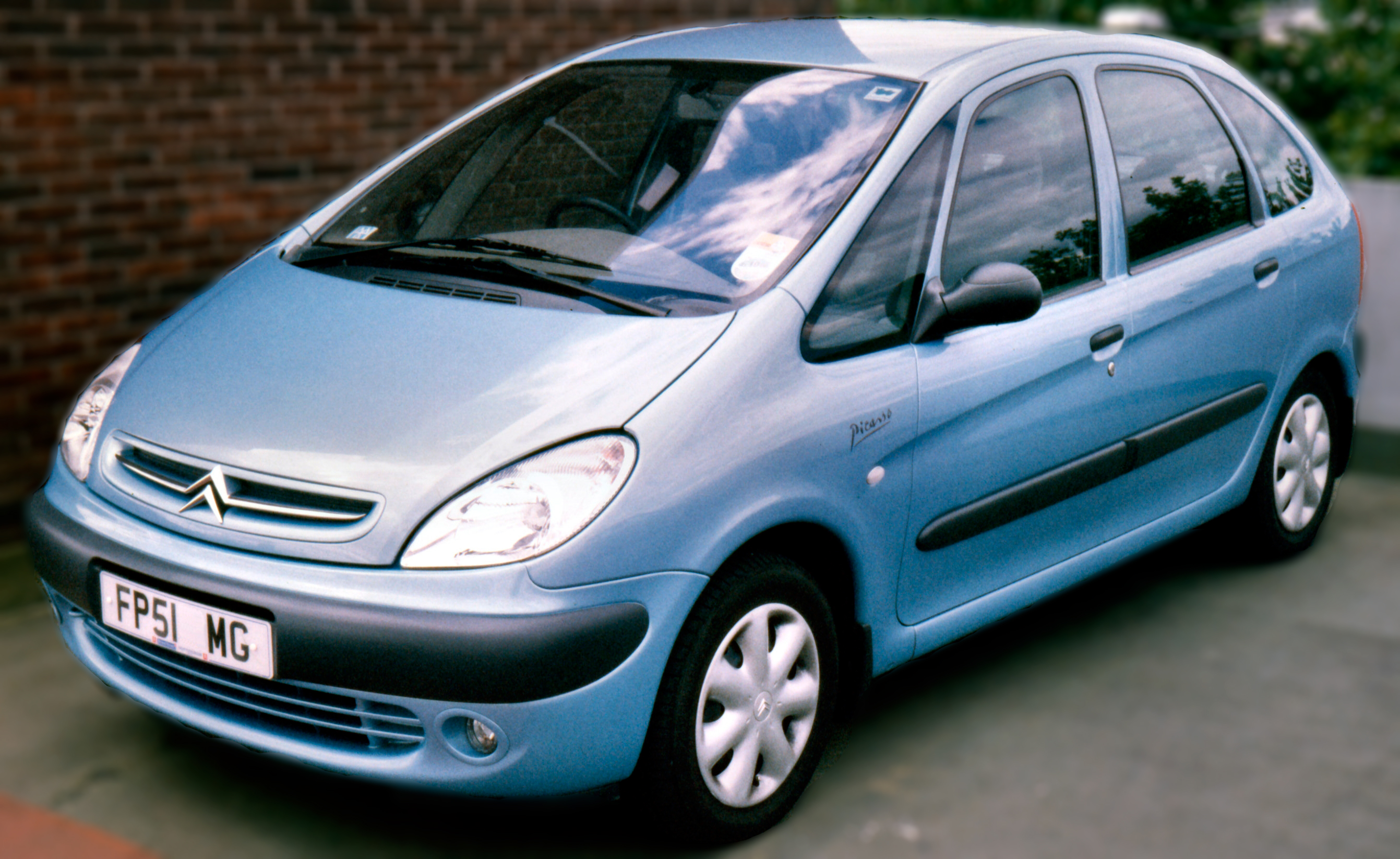
Citroën Xsara Picasso

Citroën, známý i jako Citroen, je francouzský výrobce automobilů. Citroën je součástí koncernu Stellantis (vznikl sloučením Groupe PSA a FCA v lednu 2021).

## Jednotlivé závody
Vozy Citroën se vyrábí v 9 závodech[kdy?] v Evropě. Tři z nich se nachází ve Francii (Aulnay, Rennes a Sevelnord – Hordain), dva ve Španělsku (Madrid a Vigo) a po jednom v Itálii (Sevelsud), v Portugalsku (Mangualde) a na Slovensku (Trnava). Výroba mimo Evropu probíhá i v Argentině (Buenos Aires), Brazílii (Porto Real) a Číně (Wu-chan). Společnost přímo zaměstnává 12 000 lidí v 70 zemích.

## Historie
V roce 1916 se André Citroën, majitel muniční továrny v Quai de Javel, rozhodl pro velkoobjemovou výrobu silných a hospodárných automobilů. První automobil Type A byl vytvořen v létě 1919 a do konce roku bylo vyrobeno ještě 2810 kusů. Roku 1922 vznikl další automobil Autochenille B2, který jako první automobil v historii překonal poušť Saharu. Později společnost Michelin v roce 1935 přebírá kontrolu nad Citroën. Roku 1976 se Citroën stal součástí koncernu PSA Peugeot Citroën, který se později přejmenoval na Groupe PSA. PSA se v lednu 2021 spojil s dalším výrobcem - Fiat Chrysler Automobiles, čímž vznikl koncern Stellantis.

Také logo automobilky Citroën prošlo dlouhou historií, od roku 1919, kdy první logo tvořily žluté šípy na modrém podkladu, až po dnešní logo, které firma používá od roku 2016. Logo, které vypadá jako dvě šipky směřující vzhůru, tak ve skutečnosti symbolizuje dva šípovité ozuby.

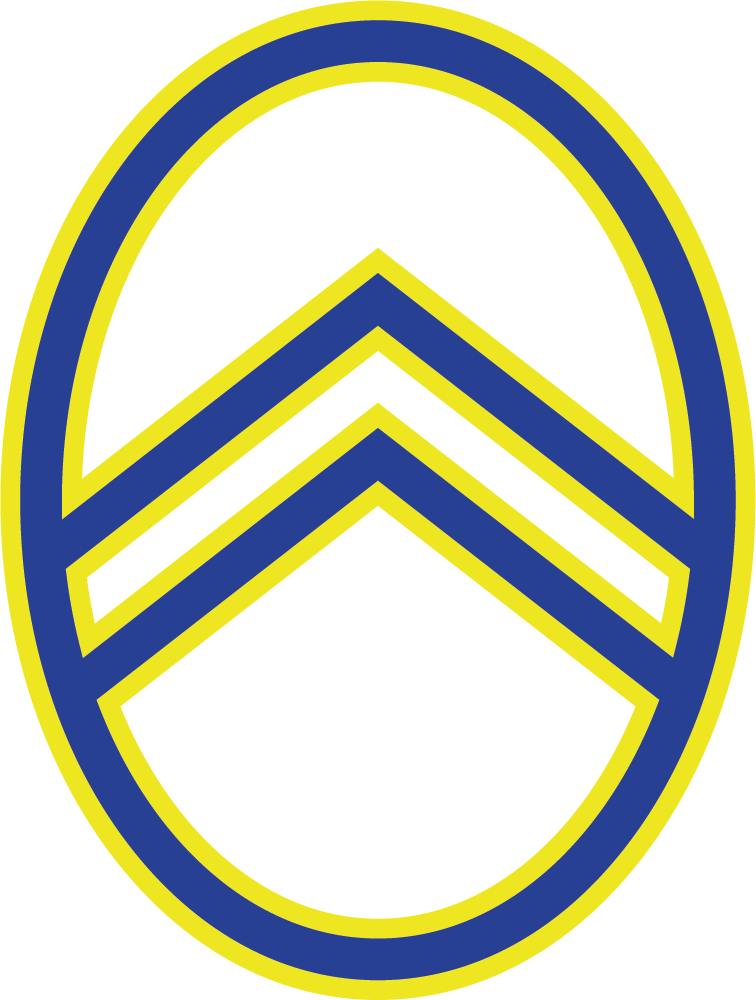
1919
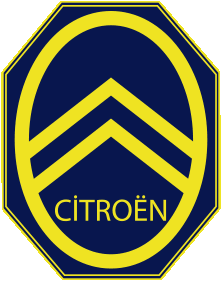
1936
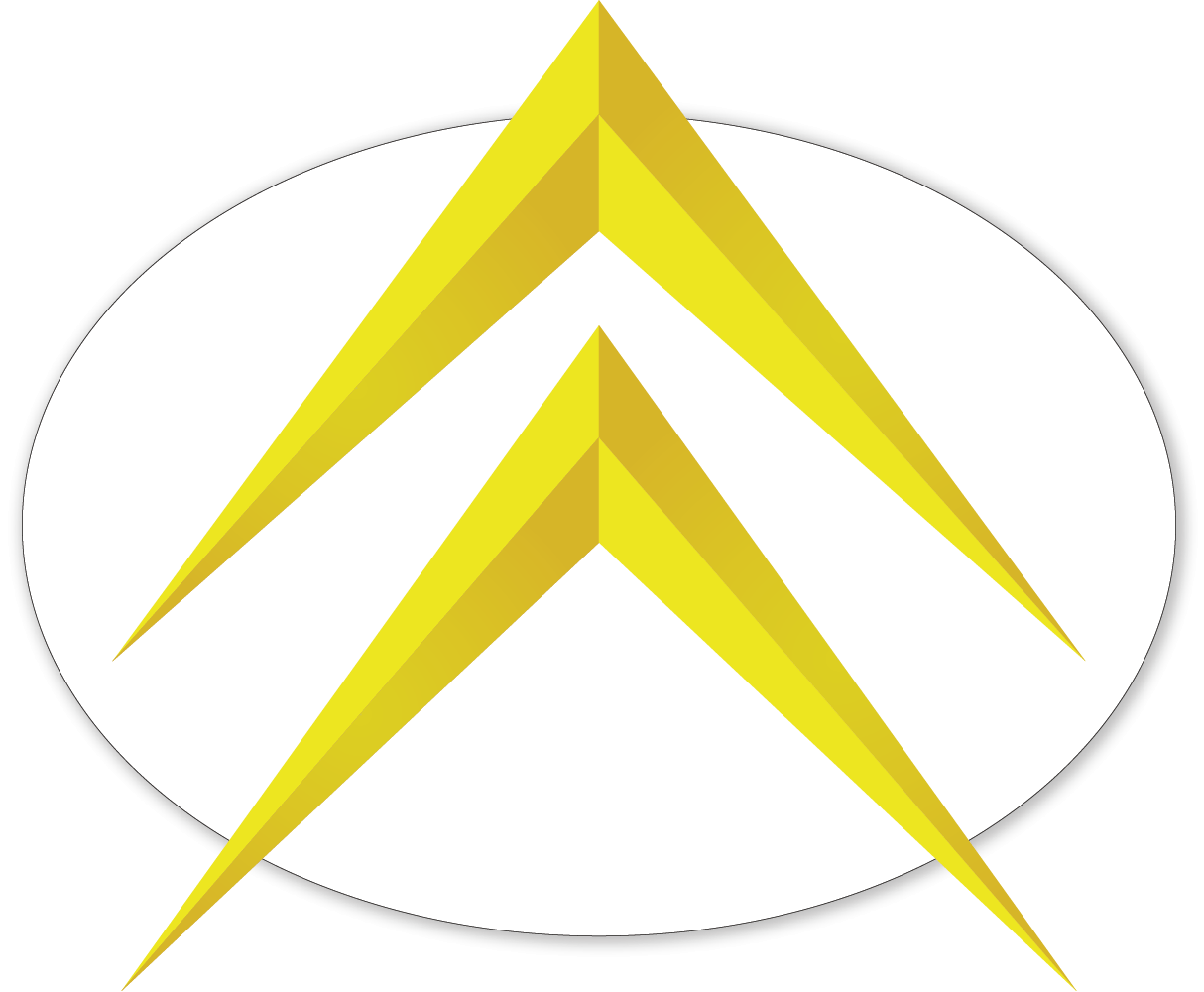
1959
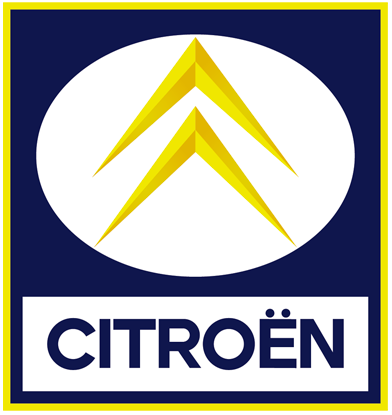
1966
1985
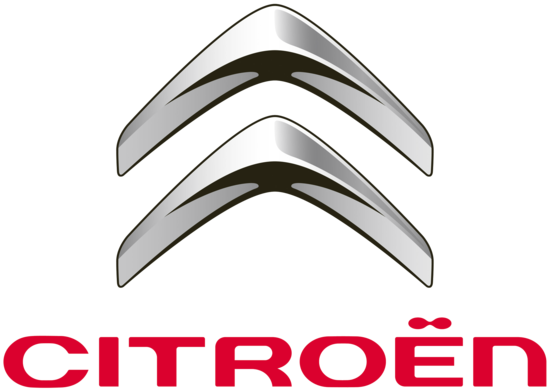
2009
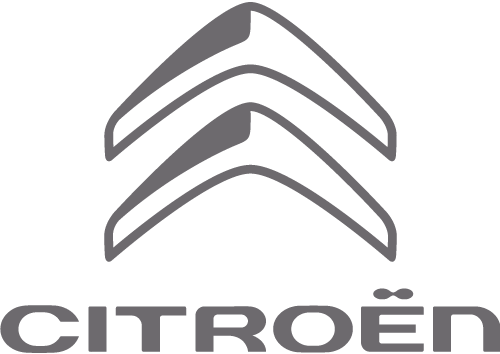
2016

## Ocenění
Skupina PSA Peugeot Citroën získala v roce 2013 3 nová evropská ocenění:
„Cenu pro technologie budoucnosti“ za svůj inovativní hybridní systém Hybrid Air využívající benzínový motor a stlačený vzduch, který představuje klíčovou etapu směrem k vývoji vozu se spotřebou 2 l / 100 km.
Cenu za inovace „Fleet World Honours“
„Engine Technology Development Of The Year“, která je udělována partnerům skupiny Bosch

## Modely
- (1919–1921) Type A
- (1921–1928) Type B
- (1922–1926) Type C C2-C3
- (1928–1934) Type C C4-C6
- (1932–1935) 8CV Rosalie
- (1934–1957) Traction Avant
- (1939–1941) TUB
- (1947–1981) Type H
- (1948–1990) 2CV
- 10CV
- (1955–1975) DS/ID
- (1961–1971) Ami 6
- (1967–1984) Dyane
- (1968–1987) Méhari
- (1969–1979) Ami 8
- (1970–1971) M35
- (1970–1975) SM
- (1970–1984) GS and GSA
- (1973–1976) Ami Super
- (1974–1989) CX
- (1974–1992) C35
- (1976–1979) LN
- (1978–1988) Visa
- (1978–1986) LNA
- (1978–1987) Acadiane
- (1981–1993) C25
- (1982–1994) BX
- (1984–1988) Axel
- (1984–2005) C15
- (1986–1998) AX
- (1989–2000) XM
- (1991–1997) ZX
- (1993–2001) Xantia
- (1994–2002) Evasion
- (1994–) Jumper
- (1995–) Jumpy
- (1995–2003) Saxo
- (1996–) Berlingo
- (1997–2007) Xsara
- (1999–) Xsara Picasso
- (2000–) C5
- (2002–) C3
- (2002– 2014) C8
- (2003–) C2
- (2003–) C3 Pluriel
- (2004–) C4
- (2005– 2021) C1
- (2005–2012) C6
- (2006–2020) C4 Picasso
- (2007–) C-Crosser
- (2008–) C3 Picasso
- (2009–) DS3
- (2014–) Citroën C4 Cactus
- (2015–2020) Citroën Spacetourer
- (2016–) Citroën C3
- (2017–) Citroën C3 Aircross
- (2020 -) Citroen C5 Aircross
- (2020-) Citroen C4
- (2022 - ) C5 X